# Pterolophia truncatella
Pterolophia truncatella är en skalbaggsart som beskrevs av Stefan von Breuning 1943. Pterolophia truncatella ingår i släktet Pterolophia och familjen långhorningar.
Artens utbredningsområde är Sulawesi. Inga underarter finns listade i Catalogue of Life.